# Ана Дершидан-Ене-Паску
Ана Дершидан-Ене-Паску (22 вересня 1944 , Бухарест  — 6 квітня 2022 , Бухарест ) — румунська фехтувальниця на рапірах, бронзова призерка Олімпійських ігор, чемпіонка світу.

## Виступи на Олімпіадах
| Олімпіада     | Дисципліна           | Місце |
| ------------- | -------------------- | ----- |
| Токіо 1964    | індивідуальна рапіра | 9     |
| Токіо 1964    | командна рапіра      | 5     |
| Мехіко 1968   | командна рапіра      | 3     |
| Мюнхен 1972   | індивідуальна рапіра | 25    |
| Мюнхен 1972   | командна рапіра      | 3     |
| Мельбурн 1976 | індивідуальна рапіра | 28    |
| Мельбурн 1976 | командна рапіра      | 7     |